# Scipion Dupleix
Scipion Dupleix (* 1569 in Condom; † Mai 1661 ebenda) war ein französischer Philosoph, Historiker und  Romanist.

## Leben und Werk
Dupleix  gehörte zum intellektuellen Umkreis von Margarete von Valois. 1605 ging er mit ihr nach Paris und wurde Erzieher von Antoine de Bourbon, comte de Moret (1607–1632). 1619 ernannte ihn Ludwig XIII. zum offiziellen Historiker Frankreichs. Er war Mitarbeiter von Richelieu.
Dupleix’ philosophische Lehrbücher wurden vielfach aufgelegt und Ende des 20. Jahrhunderts neu herausgegeben. Seine historischen Werke, vor allem die zeitgeschichtlichen, waren teilweise umstritten.
In der Romanistik ist Dupleix bekannt als „remarqueur“, d. h. als Teilnehmer einer Diskussion über die Remarques sur la langue françoise (1647) von  Claude Favre de Vaugelas. Sein Beitrag ist das umfangreiche Buch Liberté de la langue française dans sa pureté et Discussion des Remarques du sieur de Vaugelas sur la mesme langue (1651). Im Vorwort erklärt er, dass er als  80-jähriger Philosoph und Historiker die Befassung mit den „bagatelles de grammaire“ eigentlich für unter seiner Gelehrtenwürde hält. Nach Lektüre von  Vaugelas engagiert er sich jedoch  gegen dessen restriktiven Purismus und für mehr Freiheit im Sprachgebrauch. Er verteidigt vor allem  viele brauchbare alte Wörter. Vaugelas‘ usage-Begriff hält er für falsch, ebenso wie seine Orientierung am Sprachgebrauch des Hofes. Das Buch von Dupleix  besteht aus drei Teilen, einer theoretischen Einführung, einem Wörterbuch aller von ihm kritisch kommentierten Vaugelas-Bemerkungen, sowie einem Wiederabdruck von Bemerkungen, denen er zustimmt.

## Werke

### Philosophie
- La Physique ou science naturelle divisée en huit livres, Paris 1603, hrsg. von Roger Ariew, Paris 1990
- La Logique ou art de discourir et raisonner, Paris 1604, hrsg. von Roger Ariew, Paris 1984
- La Métaphysique ou science surnaturelle, Paris 1610, hrsg. von Roger Ariew, Paris 1992
- L’Ethique ou philosophie morale, Paris 1617, hrsg. von Roger Ariew, Paris 1994
- Corps de philosophie, 2 Bde., Paris 1620, Genf 1627

### Geschichte
- Mémoires des Gaules depuis le déluge jusqu’à l’établissement de la monarchie française, Paris 1619
- Histoire générale de France avec l’état de l’Église et de l’Empire, 3 Bde., Paris 1621–1628
- Inventaire des erreurs, fables et desguisemens remarquables en l’inventaire général de l’histoire de France de Jan de Serres, Paris 1625
- Histoire de Henry III, roy de France et de Pologne, Paris 1630
- Histoire de Henry le Grand, IVe du nom, roy de France et de Navarre, Paris 1632
- Histoire de Louis le Juste, XIIIe du nom, roy de France et de Navarre, Paris 1635
- Philotime, ou Examen des notes d’Aristarque, sur l’histoire des rois Henry le Grand et Louis le Juste, composée par M. Scipion Dupleix, Paris 1637
- Histoire romaine depuis la fondation de Rome, 3 Bde., Paris 1638–1643
- Épitomé de l’histoire de France, tiré de l’Histoire générale de M. Scipion Dupleix, 2 Bde., Paris 1647
- Continuation de l’histoire du règne de Louis le Juste, XIIIe du nom, Paris 1648

### Sprache
- Liberté de la langue française dans sa pureté et Discussion des Remarques du sieur de Vaugelas sur la mesme langue, Paris 1651, Genf 1973 (704 Seiten + Register)

### Weitere Werke
- Les Loix militaires touchant le duel, Paris 1602
- La curiosité naturelle rédigée en questions selon l’ordre alphabétique, Paris 1606
- Les Causes de la veille et du sommeil, des songes et de la vie et de la mort, Paris 1606